# Arc d'Isabelle II
L'Arc d'Isabelle II était un arc de triomphe éphémère, aujourd'hui disparu, situé dans la ville de Cordoue, en Espagne. Ce mémorial fut construit en face de l'ancienne Puerta Nueva (la Porte neuve) en 1862. 
Il fut construit à l'occasion de l'arrivée de la reine Isabelle II dans la ville de Cordoue, ce qui eut lieu le 14 septembre 1862. Après la visite de la reine, l'arche fut abandonnée et plus tard démantelée.